# Liphistius murphyorum
Liphistius murphyorum is een spinnensoort uit de familie Liphistiidae. De soort komt voor in Maleisië.